# Escut del Pla de Santa Maria
L'escut oficial del Pla de Santa Maria (Alt Camp) té el següent blasonament:
Escut caironat: d'atzur, una muralla entre dues torres obertes d'argent somades d'una creu llatina d'or. Per timbre, una corona mural de vila.

## Història
Va ser aprovat el 5 de setembre de 1995.
La muralla torrejada amb les dues creus és un senyal tradicional de les armes de la localitat, amb la muralla que probablement al·ludeix a la vila i les creus relatives a les seves dues esglésies, Sant Ramon (segle xiii) i Santa Maria (segle xviii).